# Remmy van der Kley
Remmy van der Kley is een Nederlands langebaanschaatsster.
In 1987 startte Van der Kley op de NK Afstanden op de 5000 meter.

## Records

### Persoonlijke records[2]
| Afstand      | Tijd     | Datum            | Baan       |
| ------------ | -------- | ---------------- | ---------- |
| 500 meter    | 46,17    | 19 maart 1987    | Heerenveen |
| 1000 meter   | 1.30,77  | 20 maart 1987    | Heerenveen |
| 1500 meter   | 2.18,18  | 20 maart 1987    | Heerenveen |
| 3000 meter   | 4.49,83  | 19 maart 1987    | Heerenveen |
| 5000 meter   | 8.11,79  | 21 maart 1987    | Heerenveen |
| 10.000 meter | 17.42,30 | 27 december 1995 | Assen      |